# 波杜基林特足球會
波杜基林特足球會，簡稱「博德閃耀」（FK Bodø/Glimt），是一支挪威足球俱樂部，位於诺尔兰郡博德，於1916年成立。隊名中Glimt在挪威語中意為「閃耀」，同時這也是球隊的綽號。
博德閃耀曾贏得北挪威盃9次，挪威盃兩次，而自2018年升入挪威足球超級聯賽后就已夺得3次冠军。

## 歷史

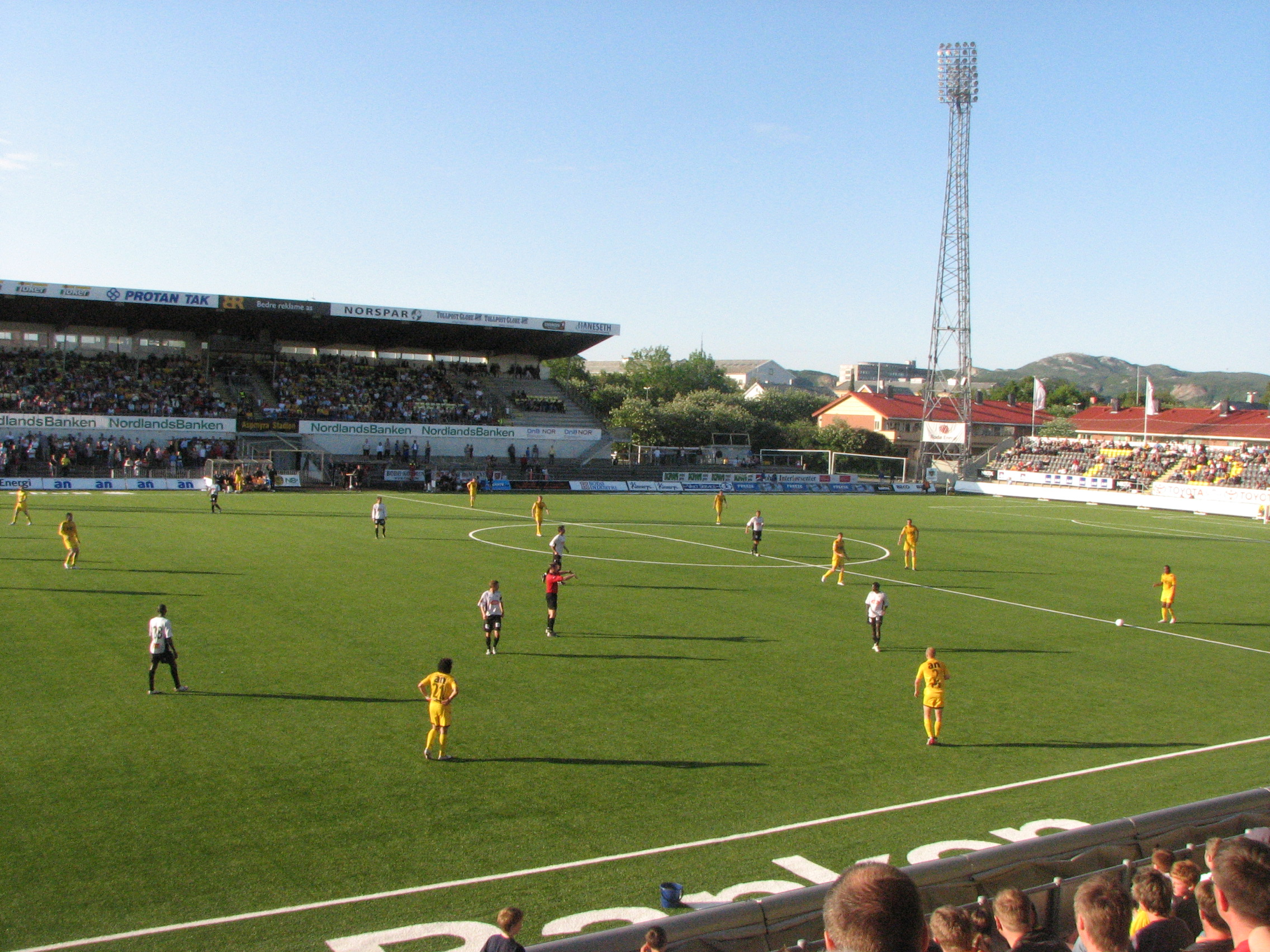
阿斯普米拉体育场

雖然诺尔兰郡的其他城鎮如納爾維克、摩城等較早已擁有了足球俱樂部，但較大的博德鎮直到1916年下半年才成立大型足球俱樂部。新俱樂部起初名爲閃耀足球俱樂部（Fotballklubben Glimt），創始人之一、著名的足球運動員和滑雪運動員埃尔林·查兰德森（Erling Tjærandsen）成為俱樂部第一任主席，并在後來成為名譽俱樂部會員。作爲博德鎮上唯一的足球俱樂部，博德閃耀成立以來的第一場比賽是對陣博德高中。
1948年，由于与特伦德拉格郡的一家俱乐部重名，球队改为现名博德闪耀足球俱乐部（Fotballklubben Bodø/Glimt）。

## 荣誉

### 联赛
- 挪威足球超级联赛
  - 冠军: 2020, 2021, 2023, 2024
  - 亚军: 1977, 1993, 2003, 2019, 2022
- 挪威足球甲级联赛
  - 冠军: 2013, 2017

### 杯赛
- 挪威盃
  - 冠军: 1975, 1993
  - 亚军: 1977, 1996, 2003, 2021, 2023
- 北挪威盃（英语：Northern Norwegian Cup）
  - 冠军: 1930, 1933, 1934, 1939, 1952, 1963, 1964, 1967, 1969
  - 亚军: 1949, 1955, 1961, 1962, 1966

## 外部連結
- Official web site for Bodø/Glimt （页面存档备份，存于）
- Glimtforum.Net - Discussion forums